# Botched by Nature
Botched by Nature é um reality americano que estreou no canal pago E! em 9 de agosto de 2016. Anunciado em outubro de 2015 que a primeira temporada teria oito episódio comandado pelos médicos Terry Dubrow e Paul Nassif , que viajam todo o país e tentam ajudar as pessoas que são "fracassadas pela genética ou um incidente traumático".
A série é um spin-off de outro programa chamando Botched também sobre cirurgia plástica e foi ao ar no mesmo canal, estrelado por Nassif and Dubrow.

## Transmissão
Internacionalmente a série começou a ser transmitido na Austrália e na Nova Zelândia sobre a versão local do E! em 11 de agosto de 2016.